# Корон (новоизобретённый корабль)
«Корон» — парусный новоизобретённый корабль Азовской флотилии, участник русско-турецкой войны 1768—1774 годов, в том числе в Балаклавского морского сражения. В течение службы, дважды терпел кораблекрушения во льдах в Азовском море, после первого из которых был поднят со дна моря и восстановлен.

## Описание судна
Представитель серии новоизобретенных кораблей типа «Азов». Всего в рамках проекта было построено семь двухмачтовых так называемых новоизобретённых кораблей второго рода. Водоизмещение корабля составляло 173 ласт, длина — 31,4—31,5 метра, ширина — 8,5—8,6 метра, а осадка — 2,6 метра. Первоначальное вооружение судна составляли шестнадцать орудий, включавшие по сведениям из различных источников четырнадцать 12- или 14-фунтовых пушек и две 1-пудовые гаубицы, однако при последующей тимберовке вооружение корабля было усилено четырьмя 3-фунтовыми фальконетами, четырьмя 12-фунтовыми и десятью 6-фунтовыми пушками. Экипаж судна мог достигать 128 человек. Из-за уменьшенной осадки, предназначавшейся для обеспечения возможности преодоления мелководного бара Дона и перехода в Азовское море, как и все новоизобретённые корабли обладал посредственными мореходными качествами и остойчивостью.
Корабль был назван в честь турецкой крепости Корони, морскую блокаду которой с 1 (12) марта по 15 (26) апреля 1770 года осуществляла эскадра адмирала Г. А. Спиридова.

## Предпосылки постройки
18 (29) ноября 1768 года правительством Российской империи было принято решение использовать старые «петровские» верфи для строительства кораблей, способных вести боевые действия в Азовском море, реке Дон и её притоках. Корабли были названы «новоизобретёнными», поскольку ни конструкцией, ни размерами не соответствовали строившимся до этого линейным кораблям. Для обеспечения возможности преодоления мелководного бара Дона было принято решение строить корабли с минимально возможной осадкой, однако это не лучшим образом сказалось на мореходных качествах этих судов. Несмотря на большое количество недостатков в конструкции новоизобрётенных кораблей, они продержались в составе флота порядка 15 лет.

## История службы
Корабль «Корон» был заложен на Новопавловской верфи в сентябре 1769 года и после спуска на воду 20 апреля (1 мая) 1770 года вошёл в состав Азовской флотилии России. Строительство вёл кораблестроитель в звании корабельного мастера И. И. Афанасьев.
В 1770 году корабль совершил переход с верфи в Таганрог.
Принимал участие в русско-турецкой войне 1768—1774 годов. В кампанию 1771 года в мае и июне входил в состав эскадры вице-адмирала А. Н. Сенявина, которая 17 (28) мая покинула Таганрог и вышла крейсерское плавание в Азовское море. 21 июня (2 июля) эскадра пошла на сближение с неприятельским флотом, обнаруженным в Керченском проливе, однако турецкие корабли уклонились от боя и ушли. В следующем 1772 году в состав отряда капитана 1-го ранга Я. Ф. Сухотина с мая по декабрь находился в крейсерском плавании в Чёрном море и Керченском проливе.

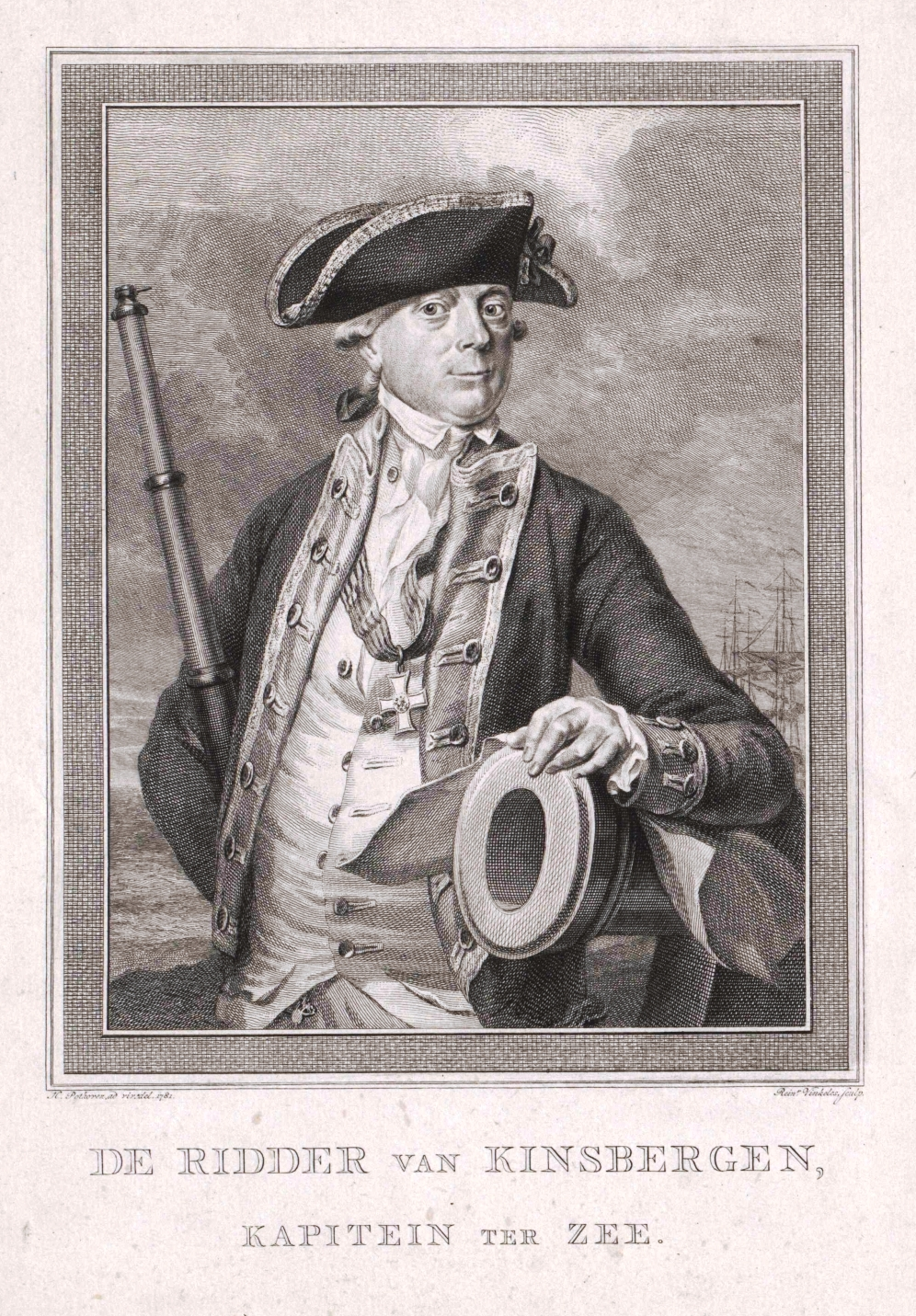
Я. Х. ван Кинсберген, 1781, в чине капитана 1 ранга

В кампанию 1773 года находился в составе отряда капитана 2-го ранга Яна Кинсбергена, который мая по июнь находился в крейсерском плавании у южных берегов Крыма. В составе того же отряда 23 июня (4 июля) принимал участие в Балаклавском морском сражении. В течение первого часа из-за слабого ветра не мог подойти к месту боя, в связи с чем корабль «Таганрог» был вынужден вести сражение против турецкого отряда из четырёх судов, включавших в том числе три 52-пушечных фрегата, в одиночку. После шестичасового боя двум кораблям удалось обратить турецкие суда в бегство. Однако из-за слабого попутного ветра преследование отступающих неприятельских кораблей не увенчалось успехом и им удалось уйти. В результате боя на корабле был убит один из членов экипажа, еще 2 получили ранения.
31 августа (11 сентября) 1773 года корабль в составе эскадры вице-адмирала А. Н. Сенявина пришёл к Суджук-кале, где 5 (16) сентября принимал участие в атаке на турецкую эскадру, которая не приняв боя ушла в южном направлении. С апреля по июль 1774 года в составе отрядов выходил в крейсерские плавания к кавказским берегам, а 28 июня (9 июля) находился в составе эскадры вице-адмирала А. Н. Сенявина, которая отражала попытку прорыва в Керченский пролив турецкого флота.
В 1775 году корабль использовался для доставки в Синоп пленных турок. В 1777 и 1778 годах принимал участие в крейсерских плаваниях в Азовском море и Керченском проливе. В 1779 году находился в Таганроге на тимберовке.
В декабре 1781 года корабль находился в Таганрогской гавани, откуда был вынесен льдом, получил пробоину и затонул. Экипажу судна удалось добраться до берега по льду. В следующем 1782 году «Корон» был поднят и отремонтирован. В июле того же года корабль ушёл в крейсерское плавание к крымским берегам, которое продолжалось до начала ноября. 5 (16) ноября в связи с отсутствием второй обшивки корабль был направлен Таганрог.
Вечером 15 (26) ноября на подходе к Золотой Косе в связи с незнанием фарватера и наступившей темнотой встал на якорь. В связи сильным противным ветром и течением был вынужден остаться на якорной стоянке в течение трёх дней. 18 (29) ноября в районе стоянки корабля понесло сильный лёд. Командой были предприняты меры для защиты корабля от льда, так якорные канаты были защищены с помощью старой парусины и бочечных досок, с бортов спущены стелюги, со стороны носа — запасные брамстеньги, а на блинда-рее подвешены баластины и дреки. Однако в связи с постоянным усилением льда, было принято общее решение идти обратно в Керчь.
В течение двух дней в светлое время суток экипаж пытался провести корабль по полыньям, оставаясь в ночное время на якорной стоянке, однако вечером 20 ноября (1 декабря) члены экипажа были вынуждены обрубить обледеневшие якорные канаты, и «Корон» течением понесло вместе со льдом на запад. 23 ноября (4 декабря) корабль вынесло на мелководье у Морских островов, где у него сломало руль и пробило борта, в связи с чем трюм корабля наполнился водой и он лёг на левый борт. Экипаж терпящего бедствие судна перебрался на лёд в следующем порядке: первыми корабль оставили нижние чины экипажа, затем офицерский состав и последним судно оставил его командир капитан-лейтенант А. В. Бабушкин. 
По льду экипаж «Корона» попытался добраться до берега, однако столкнувшись на пути с большой полыньей, были вынуждены заночевать на льдине. К рассвету льдину отнесло на 25 вёрст от места крушения к Миосской косе, на которую однако не получилось перебраться. 25 ноября (6 декабря) экипажу удалось перейти на берег в районе Белосаринской косы и к 27 ноября (8 декабря) добраться до Таганрога. Во время кораблекрушения и последующего перехода из 123 находящихся на тот момент на судне членов экипажа 29, включая двух подштурманов, пропали без вести и ещё 19 получили сильные обморожения.
По результатам крушений кораблей «Корон» и «Таганрог» Адмиралтейств-коллегией было проведено расследование, не выявившее преступления в действиях командиров кораблей, и приказом от 20 (31) января 1783 года вынесено постановление:

По рассмотрении плаваний этих кораблей и распоряжений к спасению, чинимых командирами, ни к чему иному приписан не может, как только к одному несчастию, последовавшему от силы ветров и носимаго по морю льда.— 

## Командиры корабля
Командирами новоизобретённого корабля «Корон» в разное время служили:
- С. М. Ретюнский (1771 год);
- И. Басов (1772—1773 годы);
- Б. М. Шишмарев (1774—1775 годы);
- Н. Никонов (1776—1777 годы);
- Я. Н. Саблин (1778 год);
- П. В. Пустошкин (1779 год);
- А. В. Бабушкин (1781—1782 год).

### Комментарии
1. ↑  В серию также входили новоизобретённые корабли «Азов», «Модон», «Таганрог», «Морея», «Новопавловск» и «Журжа».
2. ↑  103 фута.
3. ↑  28 футов.
4. ↑  8,5 фута
5. ↑  В некоторых источниках в качестве кораблестроителя ошибочно указывается его сын — С. И. Афанасьев.
6. ↑  В течение всего времени описываемых событий стояли сильные морозы и дул сильный ветер.
7. ↑  Потерпел крушение в тех же числах ноября при похожих обстоятельствах.